# Rièzes
Pour l’article ayant un titre homophone, voir Riez.
Rièzes (en wallon Rieze) est un village à l'extrême sud de la Thiérache belge, en bordure immédiate de la frontière française. Administrativement il fait partie de la ville et commune de Chimay située en Région wallonne dans la province de Hainaut. C'était une commune à part entière avant la fusion des communes de 1977.  

## Étymologie
Une 'rièze' est un terrain défriché servant de pâturage (en wallon rièze, de l'ancien français ries et du haut allemand riuti)

## Évolution démographique
- Sources : INS, Rem. : 1831 jusqu'en 1970 = recensements, 1976 = nombre d'habitants au 31 décembre.

## Élément d'histoire

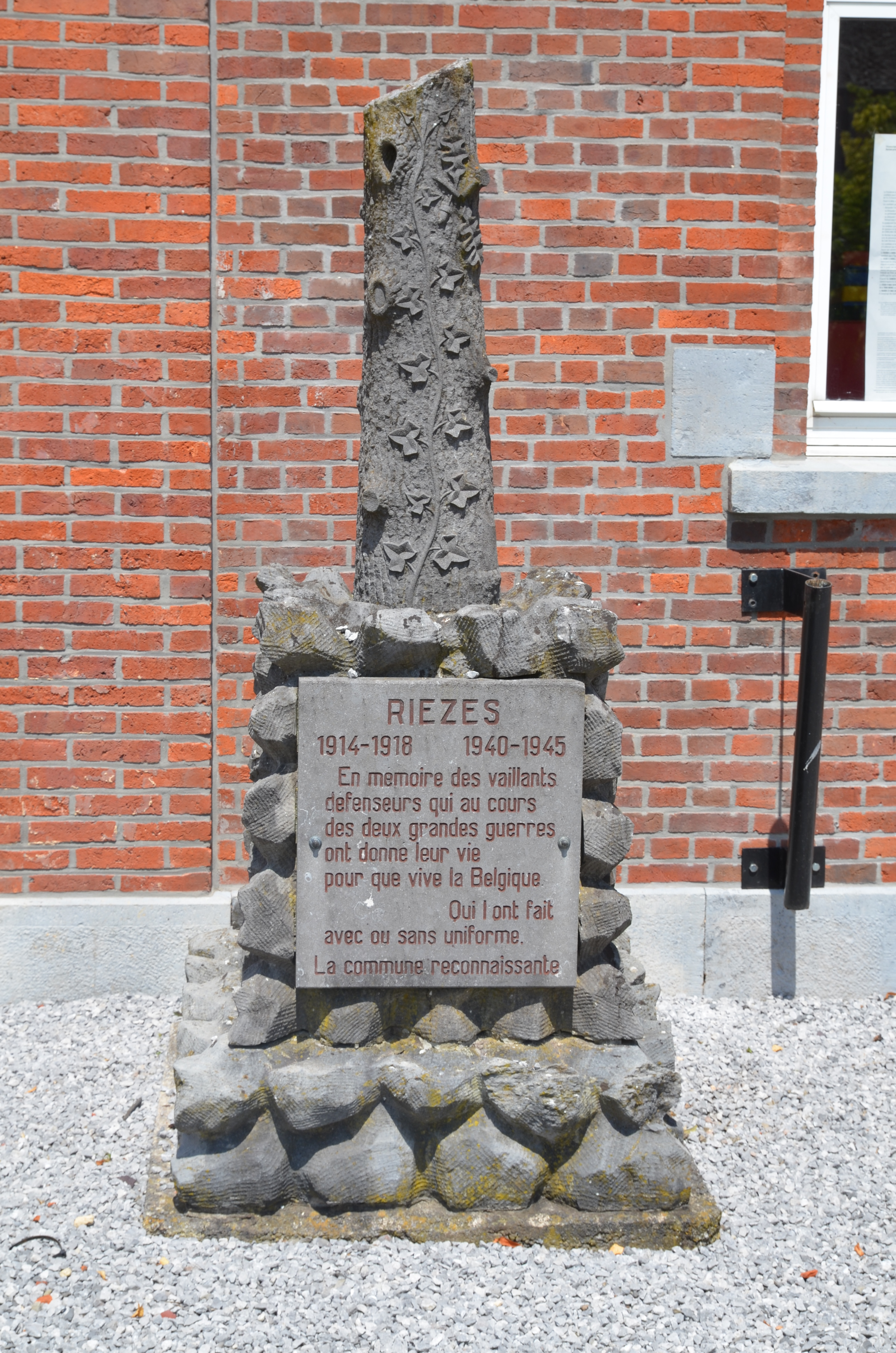
Monument aux morts des deux Guerres mondiales.

L'Eau Noire délimite la France et la Lotharingie en 843 et entre la France et la Germanie en 925. Actuellement, elle marque la frontière entre la Belgique et la France.
En 1616, ce hameau perdu dans une clairière des grandes forêts de Thiérache au sud de la ville de Chimay comptait 14 maisons. Quinze ans plus tard, elles sont 22. Comme tous les sujets du prince de Chimay, les habitants profitent de droits d’usage traditionnels (pâturage, ramassage de bois mort et de feuilles, cueillette de l’herbe).
La première chapelle est érigée en 1697 et dédiée à saint Gorgon, soldat romain martyrisé au début du IVe siècle. Avant cette date, les habitants devaient se faire enterrer à Chimay et depuis 1692, à Forges
En 1764, il y avait trois forges : le Pré Brulart, la forge Jean Petit et Nimelette (cette dernière, propriété des princes de Chimay de 1667 à 1682). En outre, une ardoisière située près de la forge Jean Petit, occupait une trentaine d’ouvriers.
Situé dans la forêt de Thiérache appartenant aux princes de Chimay, Rièzes fut un hameau de la ville de Chimay jusqu'au 1er mars 1851, lorsque le village devint une commune à part entière. Il lui fut également adjoint le hameau de Nimelette, qui dépendait jusque-là de Baileux.
Dès le milieu du XIXe siècle, les propriétaires princiers veulent mettre fin à ces usages et, devant la résistance des habitants, finissent par porter l’affaire devant les tribunaux. Un jugement général intervient en 1866 et en ce qui concerne la commune de Rièzes, elle est déboutée et condamnée le 21 avril 1871 à une amende de 5 160 francs belges pour avoir défriché des bois et loué des parcelles aux habitants.

### Le camp du maquis de Rièzes
En réalité, le camp de ce maquis se trouvait en France au lieu-dit le Gros Fau (le gros hêtre) à mi-parcours entre les villages de Rièzes et de Beaulieu (aujourd’hui La Neuville-lez-Beaulieu).
À la fin de 1942, on y a dressé des tentes pour accueillir des réfractaires, puis, en mai 1943, le Front de l'indépendance y a aménagé trois baraquements en rondins, recouverts de bâches, de gazon et de fougères. À la fin de cette année, on y comptait 30 Russes, évadés des charbonnages du Pays Noir où ils avaient été réquisitionnés et une quinzaine d’aviateurs alliés.
Dès janvier 1944, le groupe D du Service Hotton assure la défense du camp du Gros Fau. Ce groupe s’était fixé en octobre 1943, dans les bois de Bourlers (Haute Grange), puis à la Haute Nimelette, entre Rièzes et L'Escaillère, et enfin, au château Goffin, qui sera incendié par les Allemands. Après la rafle, il se cache dans la région jusqu’au 6 juillet 1944 où il s’établit au Brûly-de-Pesche.

### La rafle du25 février 1944
Tôt le matin, vers 7h30, les habitants sont réveillés par de grands coups donnés sur les portes d’entrée des maisons. Le village est cerné par des troupes allemandes nombreuses qui vont fouiller les maisons à la recherche de maquisards ou de toutes traces d’aide à ceux-ci.
N. Michaux, une jeune fille de La Gruerie, de l’autre côté de la frontière, qui se sauvait, est tuée d’une balle et Gaston Constant, 22 ans, blessé d’un coup de feu. Ce dernier sera conduit à la clinique de Chimay où il est soigné. Les hommes et les jeunes gens sont emmenés à l’école des garçons où sont vérifiées les cartes d’identité; par la suite, 45 habitants sont contraints de grimper dans deux camions qui les emmènent dans un camp à Casteau, entre Mons et Soignies, puis à la prison de Saint-Gilles (Bruxelles). De là, quelques-uns sont libérés après 15 jours ou un mois, les autres après trois mois, mais cinq personnes sont transférées en Allemagne comme Esther et Valérie Fosset, deux herbagères, chez qui on arrête deux aviateurs américains, ainsi que trois hommes dont Léopold Vereecke, qui ne reviendra pas.
Il y eut aussi des arrestations dans les villages environnants.
Un monument a été élevé à Nimelette aux Maquisards du groupe Hotton, émanation des Milices patriotiques de Schaerbeek.

## Patrimoine et culture

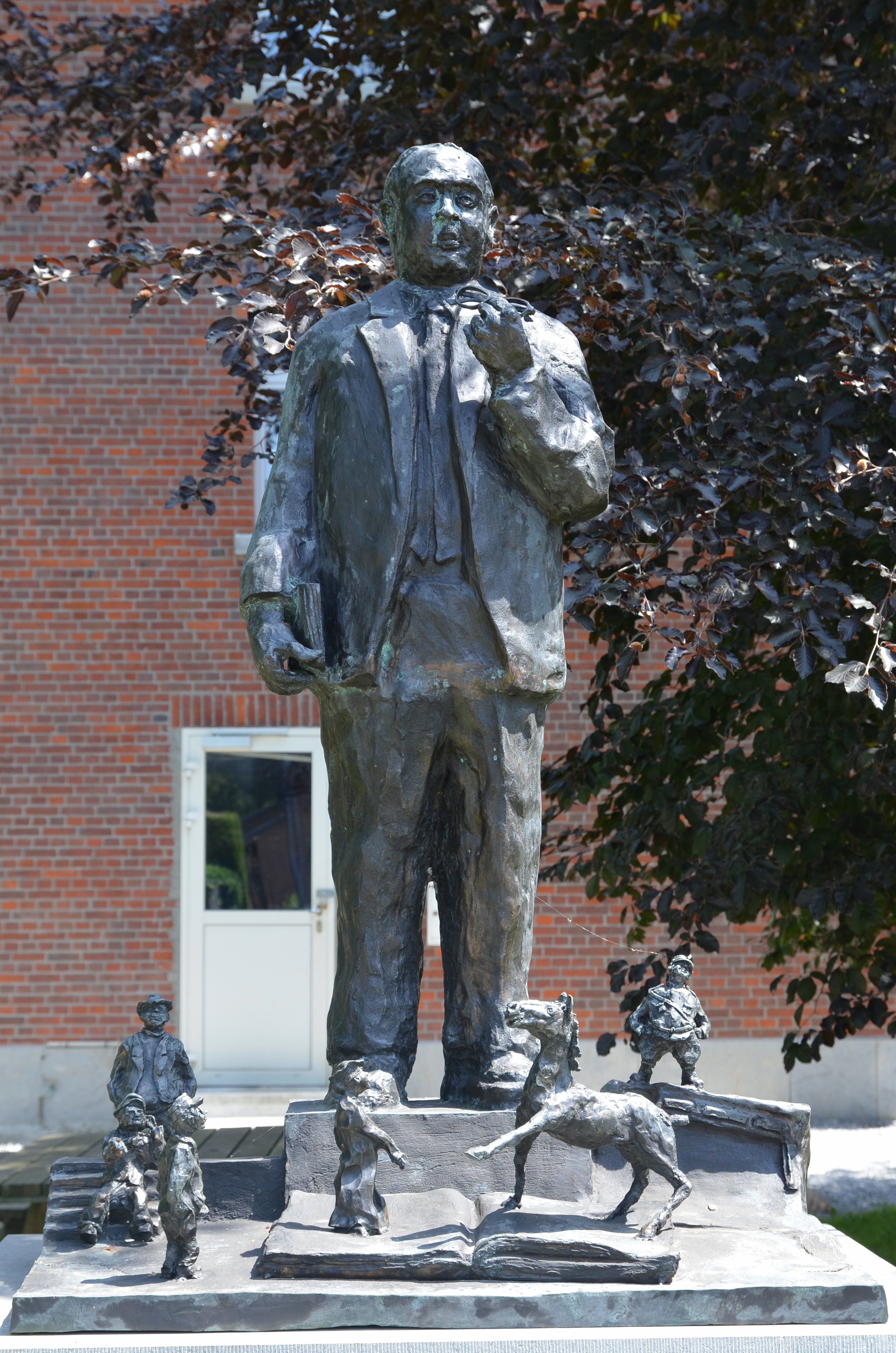
Monument à Arthur Masson, œuvre de Robert Bronchart (2003).

### Patrimoine et sites
- Station d'hiver. Lorsque les conditions météorologiques le permettent, les prairies du village et une partie de l'ancienne voie du tramway vicinal se transforment en pistes de ski de fond.
- une statue d'Arthur Masson, écrivain régional, créateur du héro wallon, Toine Culot. Une salle de fêtes porte son nom.
- Eglise Saint-Gorgon. Edifié en 1856 et 1896 en style néo-gothique en briques et pierre bleue[3].

## Personnalité
- Arthur Masson, père littéraire de Toine Culot est né à Rièzes. Toine Culot, Obèse ardennais, est un héros de littérature exprimant le bon sens et la joie de vivre ardennaise. Le village s'intitule lui-même Village de la bonne humeur. L’auteur s’est souvenu de son village natal dans une page d’anthologie intitulée : Le diable chez les « ma-chère-sœurs » de Rièzes-lez-Chimay. Il s’agit d’un fait-divers qui s’est déroulé vers 1900 dans le couvent des religieuses. En réalité, c’était un chat gourmand qui, la nuit, avait introduit sa tête dans une petite cruche de lait et qui n’avait pas pu s’en dépêtrer, non sans faire un bruit terrible et répété, attribué à Satan par les sœurs épouvantées[4]! Le souvenir d'Arthur Masson reste très présent à Rièzes: une rue porte son nom, dans laquelle se trouve sa maison natale (une plaque y est apposée).